# Aristide Coscia
Aristide Coscia (Alessandria, 15 marzo 1918 – Alessandria, 28 febbraio 1979) è stato un calciatore e allenatore di calcio italiano.

## Biografia
Crebbe nel folto vivaio dell'Alessandria come uno dei più «classici e pacati prodotti» della locale scuola calcistica, con doti di regia e spunti offensivi. Era soprannominato "Bolide" per la sua fisicità imponente e "Ridolini" per la somiglianza con l'attore Larry Semon. Era cugino del musicista Gianni Coscia che ricorda «volevo imparare a suonare la tromba [...] ascoltavo i dischi americani che mio cugino Aristide Coscia, calciatore che nel 1942 vinse lo Scudetto con la Roma, riusciva a procurarsi anche durante la guerra».
A vent'anni passò alla Roma, con cui vinse uno scudetto; durante la seconda guerra mondiale fu arruolato tra i Bersaglieri e, con i compagni di squadra Amadei, Pantó, Borsetti, Andreoli, Jacobini e Ippoliti, si fece fotografare indossando il berretto piumato dell'Arma nel giorno della vittoria del campionato. Nel dopoguerra vestì anche le maglie di Juventus e Sampdoria.
Nel 1953, durante la militanza alla Sampdoria, fu coinvolto assieme al calciatore Vittorio Mornese in un incidente stradale a Nizza Monferrato, senza riportare gravi conseguenze. L'anno successivo abbandonò l'attività agonistica; avendo disputato 370 partite in Serie A, è attualmente tra i primi cento calciatori più presenti nel massimo campionato.
Rimase poi nel mondo del calcio come allenatore e come osservatore. Morì nel 1979, all'età di 60 anni.

## Caratteristiche tecniche

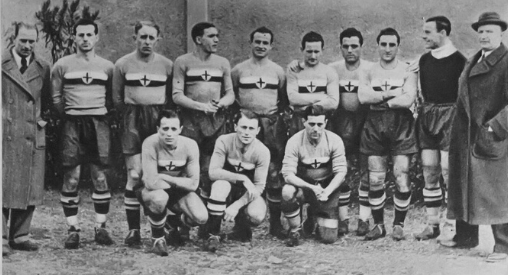
La rosa dell'Alessandria 1937-1938, della quale Coscia era titolare.

Mezzala, «maestro nel giocare a testa alta e nel far correre il pallone», fu arretrato in mediana nel 1948 dall'allenatore della Sampdoria Baloncieri. Era un buon rigorista.
Al termine del campionato di Serie B 1937-1938 Bruno Slawitz diede una descrizione lusinghiera del giovane Coscia, appena messosi in luce nelle file dell'Alessandria, sulle pagine del Calcio Illustrato, riservandosi qualche dubbio sulla sua personalità: «la mezzala lascia a bocca aperta per la naturalezza e la finezza del palleggio. Ricorda molto il Ferrari e possiede una ragguardevole classe. Ma, ahimè, tra tanta classe occorre un po' di sacro fuoco».
Il giornalista Ugo Boccassi ne ricorda la «chiara visione di gioco» e la capacità e l'intuito di «servire il compagno meglio piazzato» nel lanciare azioni d'attacco. Malgrado la fisicità imponente, non difettava di «eleganza di tocco e di movenze», come testimoniava anche Ennio Mantella nel 1942: «torce e storce le gambe; le divincola; le rigira, maestro di finte: ed eccolo in area di rigore a lanciare il centravanti. Guarda di traverso, dopo un'azione, come il cacciatore la preda che fugge; e ricomincia, come danzasse».
Amedeo Amadei, che giocò con Coscia nella Roma, disse che era «un po' il Falcão della squadra [che vinse lo scudetto 1942]», e lo paragonò «per l'eleganza» al suo concittadino Gianni Rivera.

## Carriera

### Giocatore

#### 1936-1938: gli esordi nell'Alessandria
Allievo di Umberto Dadone nelle giovanili dell'Alessandria, Coscia fu promosso in prima squadra dall'allenatore Stürmer e debuttò in Serie A il 4 ottobre 1936, nella gara del Campo Testaccio persa per 0-1 contro i padroni di casa della Roma. Militò nei grigi in due stagioni non particolarmente felici per la compagine, che nel 1936-1937 retrocessero per la prima volta nella loro storia in B e l'anno successivo fallirono il ritorno nella massima categoria agli spareggi.
Coscia si fece comunque notare in quel torneo cadetto per l'alta media realizzativa; al termine gli addetti ai lavori lo consideravano «una rivelazione del campionato ultimo [...], da molti competenti [...] designato degno successore dei Baloncieri, dei Ferrari, degli Scagliotti e dei Riccardi». Intenzionata a trattenerlo malgrado le molte offerte presentate da altre squadre, l'Alessandria lo cedette infine alla Roma per 180 000 lire.

#### 1938-1943: la militanza nella Roma

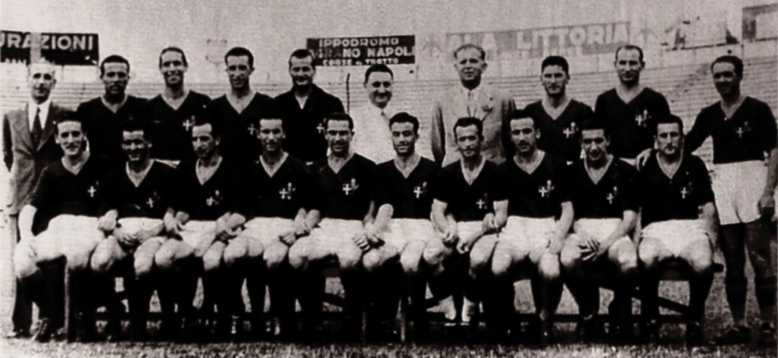
La rosa della Roma 1941-1942; Coscia è il secondo da destra, in prima fila.

Assieme al compagno di squadra Ceresa, Coscia passò dunque alla Roma, che dopo gli addii alla maglia giallorossa di Fulvio Bernardini e Attilio Ferraris ringiovanì la propria rosa. Coscia fu subito titolare, ed esordì in campionato con la maglia romanista il 18 settembre 1938, in Roma-Milan 1-0, servendo a Alghisi l'assist per la rete decisiva.
Coscia fu titolare fisso della Roma per 5 stagioni; nel 1940-1941 contribuì al brillante percorso della squadra in Coppa Italia, poi persa in finale contro il Venezia. Nel 1941-1942 fu poi uno dei protagonisti della vittoria del primo scudetto della storia giallorossa: attorno a lui, incaricato della regia, ruotava il gioco, come testimoniato dal compagno di squadra Krieziu.
Col compagno di reparto Renato Cappellini era autore di un gioco solido e concreto, che la stampa contrapponeva a quello più fantasioso della coppia di mezzali laziali formata dagli argentini Pisa e Flamini. La sua maturitazione fu sottolineata dalla stampa: «quando Coscia venne a Roma aveva il brillio dell'entusiasta. Gli si è attuito e, oggi, mira al sodo. Dicono abbia perduto il tiro: ma ha tanta furberia che unisce a tanto magnifico controllo di pallone».
È ricordato anche per aver segnato un gol nell'ultima gara disputata dalla Roma sul Campo Testaccio, un'amichevole contro il Livorno del 30 giugno 1940 terminata 2-1 per i giallorossi. Non debuttò mai in Nazionale, in parte per la drastica riduzione dell'attività internazionale che si vericò proprio dopo il 1940 a causa degli eventi bellici, in parte per la contemporanea ascesa della forte coppia di mezzali formata da Ezio Loik e Valentino Mazzola.

#### Il dopoguerra: Juventus, Alessandria e Sampdoria
Lasciata Roma al termine del campionato 1942-1943, Coscia tornò al Nord. Disputò il Campionato Alta Italia del 1944 nelle file dell'Ambrosiana-Inter e il Torneo Benefico Lombardo con il Varese, mentre alla ripresa dei campionati ufficiali passò alla Juventus e sfiorò la vittoria del suo secondo scudetto personale: i bianconeri chiusero la Divisione Nazionale 1945-1946 alle spalle del Torino.
Al ritorno della Serie A a girone unico militò per due stagioni nell'Alessandria; nella seconda segnò dieci reti (cinque su rigore), non riuscendo però ad evitare la retrocessione dei grigi. Passò dunque alla Sampdoria; arretrato a centrocampo dall'allenatore Baloncieri, formò con Bruno Gramaglia la coppia di mediani titolare nella stagione 1948-1949, ricordata per la vena dell'attacco «atomico» Baldini-Bassetto e per un quinto posto rimasto, per oltre un decennio, il miglior risultato dei blucerchiati in Serie A. Dopo aver disputato diversi campionati in mediana (affiancato da Mannocci, Bergamo, Oppezzo), divenne riserva nel 1953, quando con l'avvento del tecnico Paolo Tabanelli la Sampdoria virò dal sistema al catenaccio. Disputò la sua ultima partita in A il 30 maggio 1954, allo Stadio Luigi Ferraris contro la Lazio (0-0).

### Allenatore
La prima esperienza da tecnico fu con il CRAL Cirio, sodalizio napoletano che concluse al primo posto il proprio girone di IV Serie nel 1954-1955; Coscia, «allenatore e giocatore», venne indicato come «uno degli artefici del successo». Il club, qualificato alla fase finale, mancò l'ammissione agli spareggi per la promozione in Serie C; Coscia, a fine stagione, fu posto in lista di trasferimento.
Più avanti fu ad Alessandria, dapprima come allenatore della Juniores e osservatore per la coppia Pedroni-Robotti. Nel 1964-1965 seguì la Juniores, per poi essere promosso alla guida della prima squadra a stagione in corso, dopo l'allontanamento di Henri-Gérard Augustine, ottenendo la salvezza.
Nella stagione successiva rimase alla guida della formazione grigia, in collaborazione dapprima col direttore tecnico Federico Allasio, che venne allontanato già dopo la quinta gara di campionato per divergenze con lo stesso Coscia, e poi con Gino Armano. La coppia fu infine esonerata poi a gennaio per i risultati negativi e sostituita da László Székely, che ottenne la salvezza.
Coscia allenò inoltre l'Altay di Smirne ed il Siracusa; nel 1968 fu ingaggiato dal Perugia, in Serie B, come secondo di Guido Mazzetti. Fu poi osservatore per la Juventus e per la Nazionale.

## Statistiche

### Presenze e reti nei club
| Stagione           | Squadra            | Campionato         | Campionato | Campionato | Coppe nazionali | Coppe nazionali | Coppe nazionali | Totale | Totale |
| Stagione           | Squadra            | Comp               | Pres       | Reti       | Comp            | Pres            | Reti            | Pres   | Reti   |
| ------------------ | ------------------ | ------------------ | ---------- | ---------- | --------------- | --------------- | --------------- | ------ | ------ |
| 1936-1937          | Alessandria        | A                  | 6          | 0          | CI              | 1               | 0               | 7      | 0      |
| 1937-1938          | Alessandria        | B                  | 32+2       | 10         | CI              | 3               | 0               | 37     | 11     |
| 1938-1939          | Roma               | A                  | 28         | 4          | CI              | 2               | 1               | 30     | 5      |
| 1939-1940          | Roma               | A                  | 26         | 4          | CI              | 1               | 0               | 27     | 4      |
| 1940-1941          | Roma               | A                  | 30         | 9          | CI              | 7               | 1               | 37     | 10     |
| 1941-1942          | Roma               | A                  | 30         | 4          | CI              | 1               | 0               | 31     | 4      |
| 1942-1943          | Roma               | A                  | 25         | 3          | CI              | 3               | 1               | 28     | 4      |
| Totale Roma        | Totale Roma        | Totale Roma        | 139        | 24         | –               | 14              | 3               | 153    | 27     |
| 1944               | Ambrosiana-Inter   | A.It.              | 19         | 1          | –               | –               | –               | 19     | 1      |
| 1945-1946          | Juventus           | DN                 | 38         | 9          | –               | –               | –               | 38     | 9      |
| 1946-1947          | Alessandria        | A                  | 38         | 5          | –               | –               | –               | 38     | 5      |
| 1947-1948          | Alessandria        | A                  | 38         | 10         | –               | –               | –               | 38     | 10     |
| Totale Alessandria | Totale Alessandria | Totale Alessandria | 114+2      | 25         | –               | 4               | 0               | 118+2  | 25     |
| 1948-1949          | Sampdoria          | A                  | 33         | 3          | –               | –               | –               | 33     | 3      |
| 1949-1950          | Sampdoria          | A                  | 31         | 2          | –               | –               | –               | 31     | 2      |
| 1950-1951          | Sampdoria          | A                  | 35         | 2          | –               | –               | –               | 35     | 2      |
| 1951-1952          | Sampdoria          | A                  | 16         | 2          | –               | –               | –               | 16     | 2      |
| 1952-1953          | Sampdoria          | A                  | 26         | 3          | –               | –               | –               | 26     | 3      |
| 1953-1954          | Sampdoria          | A                  | 8          | 0          | –               | –               | –               | 8      | 0      |
| Totale Sampdoria   | Totale Sampdoria   | Totale Sampdoria   | 149        | 12         | –               | –               | –               | 149    | 12     |
| 1954-1955          | CRAL Cirio         | IV                 | ?          | ?          | –               | –               | –               | ?      | ?      |
| Totale carriera    | Totale carriera    | Totale carriera    | 459+2+     | 71+        | –               | 18              | 3               | 479+   | 74+    |

### Carriera da allenatore
| Stagione           | Squadra            | Campionato         | Campionato | Campionato | Campionato | Campionato | Coppe nazionali | Coppe nazionali | Coppe nazionali | Coppe nazionali | Coppe nazionali | Totale | Totale | Totale | Totale | Vittorie % |
| Stagione           | Squadra            | Comp               | G          | V          | N          | P          | Comp            | G               | V               | N               | P               | G      | V      | N      | P      | %          |
| ------------------ | ------------------ | ------------------ | ---------- | ---------- | ---------- | ---------- | --------------- | --------------- | --------------- | --------------- | --------------- | ------ | ------ | ------ | ------ | ---------- |
| 1954-1955          | CRAL Cirio         | IV                 | ?          | ?          | ?          | ?          | –               | –               | –               | –               | –               | ?      | ?      | ?      | ?      | ?          |
| 1964-1965          | Alessandria        | B                  | 12         | 5          | 3          | 4          | –               | –               | –               | –               | –               | 12     | 5      | 3      | 4      | 41,66      |
| 1965-1966          | Alessandria        | B                  | 19         | 3          | 10         | 6          | CI              | 1               | 0               | 0               | 1               | 20     | 3      | 10     | 7      | 15,00      |
| Totale Alessandria | Totale Alessandria | Totale Alessandria | 31         | 8          | 13         | 10         | –               | 1               | 0               | 0               | 1               | 32     | 8      | 13     | 11     | 25,00      |

## Palmarès
- Campionato italiano: 1

Roma: 1941-1942
- IV Serie: 1

Cirio: 1954-1955